# Anthony Ashley-Cooper, 7. Earl of Shaftesbury

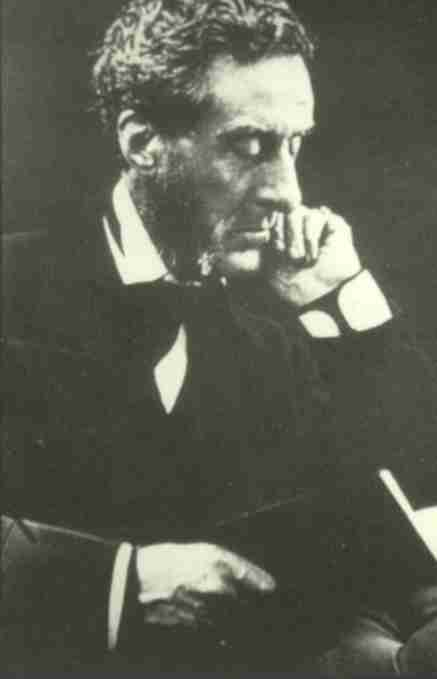
Anthony Ashley-Cooper, 7. Earl of Shaftesbury

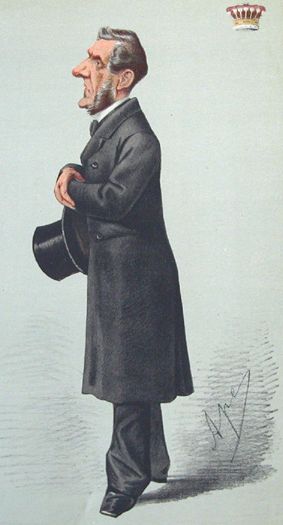
Anthony Ashley-Cooper, 7. Earl of Shaftesbury, Carlo Pellegrini, 1869

Anthony Ashley-Cooper, 7. Earl of Shaftesbury (* 28. April 1801 in London; † 1. Oktober 1885 in Folkestone, Kent), war ein bekannter britischer Politiker und Philanthrop der viktorianischen Zeit.
Er war der älteste Sohn des Cropley Ashley Cooper, 6. Earl of Shaftesbury, und der Lady Anne Spencer, Tochter des George Spencer, 4. Duke of Marlborough. Als Heir apparent seines Vaters führte er von 1811 bis 1851 den Höflichkeitstitel Lord Ashley. Er wurde an der Harrow School in London und dem Christ Church College der University of Oxford ausgebildet.
1826 wurde er erstmals für die Tories ins House of Commons gewählt. Er war von 1826 Abgeordneter für den Wahlkreis Woodstock, 1830 bis 1831 für Dorchester, 1832 bis 1846 für Dorset und 1847 bis 1851 für Bath. Beim Tod seines Vaters erbte er 1851 dessen Adelstitel als 7. Earl of Shaftesbury. Er erhielt dadurch einen Sitz im House of Lords, weswegen er aus dem House of Commons ausschied. Von 1834 bis 1835 hatte er das Amt eines Lord of the Admiralty inne. 1856 bis 1885 hatte er das Amt des Lord Lieutenant von Dorset inne. 1862 wurde er als Knight Companion in den Hosenbandorden aufgenommen.
Im Parlament wurde er ab 1832 zum Führer der Bewegung für Fabrikreformen. Er zeichnete zu wesentlichen Teilen verantwortlich für die Factory Acts von 1847 und 1853 sowie für den Coal Mines Act von 1842 wie auch für den Lunacy Act von 1845. Eines seiner Hauptinteressen war das Kindeswohl; er wurde Vorsitzender der Ragged Schools Union und vehementer Unterstützer von Florence Nightingale, ferner unterstützte er Thomas John Barnardo bei dessen karitativer Arbeit. Er gilt als die treibende Kraft des englischen Evangelikalismus in der Mitte des 19. Jahrhunderts.

„Vor allem anderen bin ich ein Evangelikaler und gehöre zu dieser Bewegung. Ich habe ständig mit ihnen zusammengearbeitet, und es befriedigt mich sehr, dass die meisten philanthropischen Bewegungen des Jahrhunderts von ihnen ausgegangen sind.“

Die Shaftesbury Memorial Fountain auf dem Londoner Piccadilly Circus wurde 1893 zum Gedenken seiner menschenfreundlichen Taten errichtet. Das Denkmal ist gekrönt von Alfred Gilberts Aluminiumfigur eines nackten geflügelten Bogenschützen. Dieser wird offiziell der Engel der christlichen Nächstenliebe genannt, ist aber populär geworden als Eros. Die Darstellung einer nackten Figur auf einem öffentlichen Denkmal war zu jener Zeit umstritten; inzwischen ist die Statue jedoch zu einer Londoner Ikone geworden und hat ihren Platz auf der Titelzeile des Evening Standard.
Am 10. Juni 1830 heiratete er Lady Emily Caroline Catherine Frances Cowper († 1872), die Tochter von Peter Cowper, 5. Earl Cowper. Sie hatten fünf Kinder:
- Lady Victoria Ashley († 1927), ⚭ Harry Chichester, 2. Baron Templemore;
- Anthony Ashley-Cooper, 8. Earl of Shaftesbury (1831–1886);
- Rt. Hon. Evelyn Ashley (1836–1907), ⚭ Sybella Charlotte Farquhar;
- Hon. Anthony Lionel George Ashley-Cooper (1838–1914) ⚭ Frances Elizabeth Hanbury;
- Hon. Anthony Cecil Ashley-Cooper (1849–1932).